# Oratorio de ordinario de la Reina

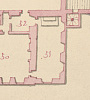
El oratorio (58) en una copia del Plano de Gómez de Mora.

El oratorio de ordinario de la Reina fue una estancia usada como lugar de culto en el desaparecido Alcázar de Madrid, como parte de las habitaciones destinadas a la reina de España en esta residencia (cuarto de la Reina).

## Historia
El origen del espacio se encuentra en la construcción de un cuerpo de dos pisos adosado al lado este de la Torre Reina, ampliándola en sus pisos bajos y principal. El piso debió de realizarse entre 1606-1608, coincidiendo con la vuelta de la corte desde Valladolid.

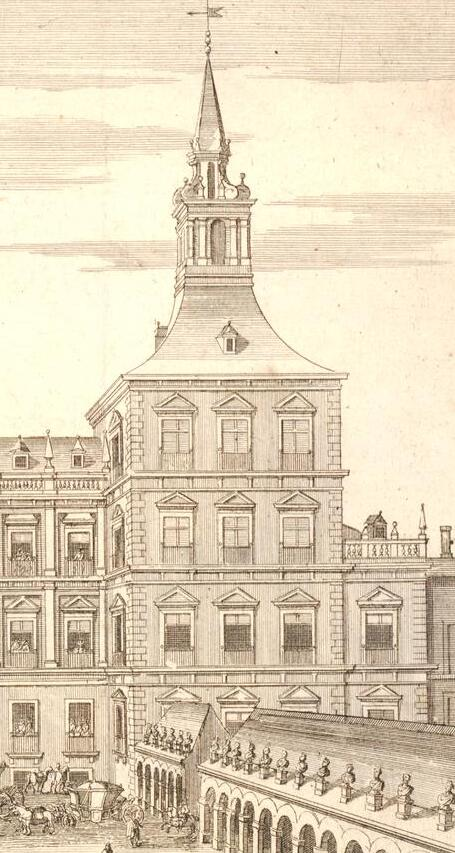
Vista de la Torre de la Reina incluyendo, a la derecha el cuerpo en cuyo piso superior se situaba el oratorio de ordinario de la Reina.

En 1634 se comenzó un oratorio de mayores proporciones al este del oratorio de ordinario. La finalidad de este nuevo oratorio sería ofrecer un espacio de mayores proporciones para las ceremonias religiosas que se realizaban en el cuarto de la Reina (confirmación de príncipes, rogativas por embarazos y partos, etc.).

## Descripción
El oratorio se situaba en la planta principal del Alcázar, en concreto en el lado este de la Torre de la Reina. El espacio era rectangular, con un balcón hacia la fachada principal del Alcázar, y dos balcones hacia el este del edificio (que era continuado por la Casa del Tesoro).

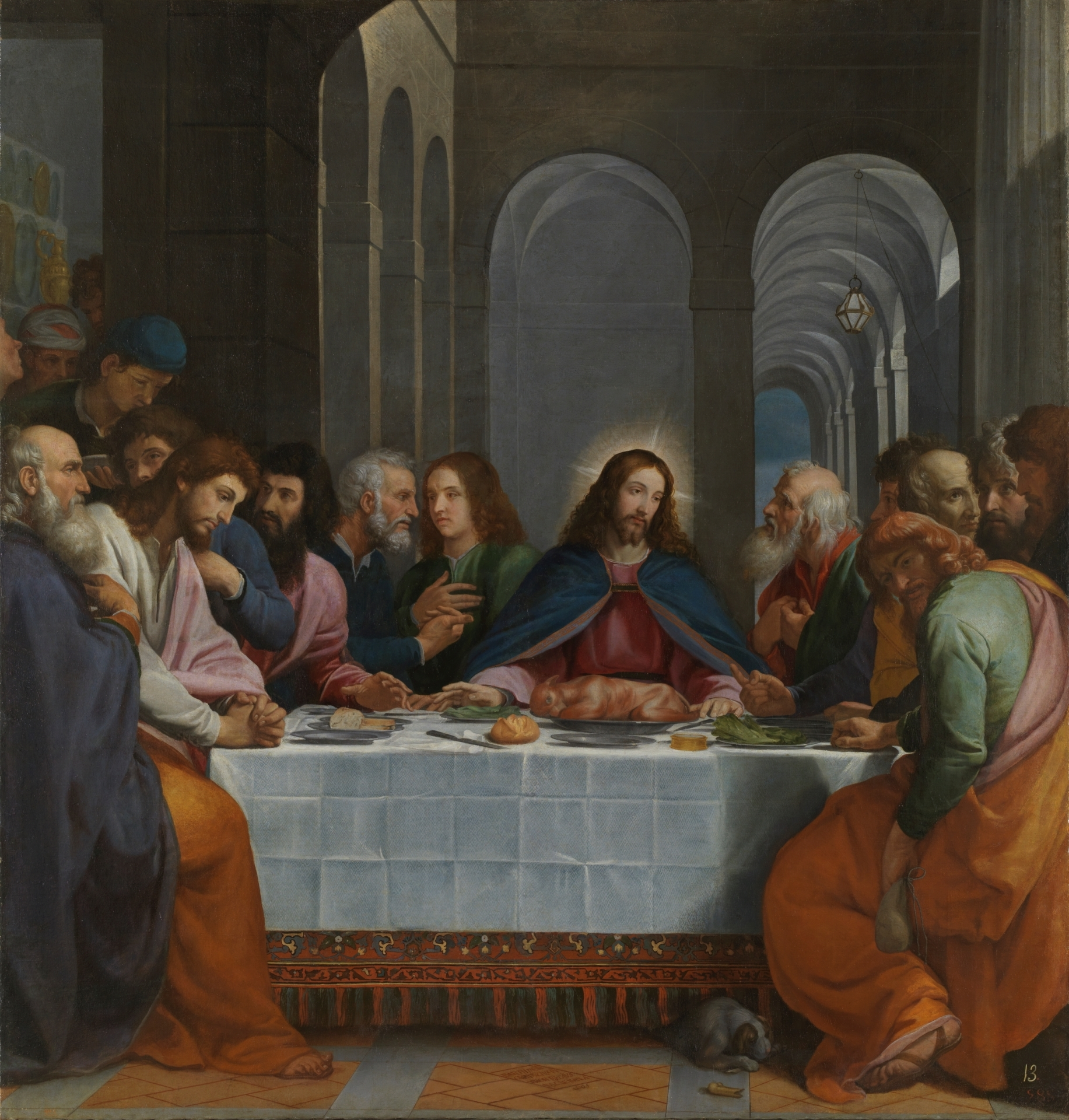
La Última Cena, por Bartolomé Carducho que decoraba la capilla.

La decoración interior del oratorio es conocida solo por una breve referencia por Vicente Carducho en su obra Dialogos de la pintura:
Reparè en el Oratorio dela Reina N.S. adóde esta dos quadros  al olio de mano de Bartolome Carduchi mi Maestro: el vno deyna Cena, y el otro quádo crucifică à Chrifto: cosa superior en el arte, y estudio
El óleo de la Santa Cena de Bartolomé Carducho se conserva hoy en el Museo del Prado.